# Équipe de Suède de football au Championnat d'Europe 2020
Cet article relate le parcours de l’équipe de Suède de football lors du Championnat d'Europe 2020 organisé dans 11 grandes villes d'Europe du 11 juin au 11 juillet 2021.

## Maillots
Le 11 novembre 2019, Adidas révèle le maillot domicile de la Suède pour l'Euro 2020. Celui-ci est sobre, le maillot étant jaune et possédant un col rétro qui tire son inspiration du début des années 90, et le bord des manches bleu, ce qui permet de reconstituer le drapeau suédois.
Le 23 mars 2021, c'est au tour du maillot extérieur d'être dévoilé. Basé sur un fond bleu foncé, il dispose d'un col en V et des fines rayures jaunes créant un look sophistiqué et intemporel.

## Qualifications
| Rang | Équipe       | Pts | J  | G | N | P | Bp | Bc | Diff |  | Résultats (▼ dom., ► ext.) |     |     |     |     |     |     |
| ---- | ------------ | --- | -- | - | - | - | -- | -- | ---- |  | -------------------------- | --- | --- | --- | --- | --- | --- |
| 1    | Espagne      | 26  | 10 | 8 | 2 | 0 | 31 | 5  | +26  |  | Espagne                    |     | 3-0 | 2-1 | 5-0 | 4-0 | 7-0 |
| 2    | Suède        | 21  | 10 | 6 | 3 | 1 | 23 | 9  | +14  |  | Suède                      | 1-1 |     | 1-1 | 2-1 | 3-0 | 3-0 |
| 3    | Norvège (B)  | 17  | 10 | 4 | 5 | 1 | 19 | 11 | +8   |  | Norvège (B)                | 1-1 | 3-3 |     | 2-2 | 4-0 | 2-0 |
| 4    | Roumanie (B) | 14  | 10 | 4 | 2 | 4 | 17 | 15 | +2   |  | Roumanie (B)               | 1-2 | 0-2 | 1-1 |     | 4-1 | 1-0 |
| 5    | Îles Féroé   | 3   | 10 | 1 | 0 | 9 | 4  | 30 | -26  |  | Îles Féroé                 | 1-4 | 0-4 | 0-2 | 0-3 |     | 1-0 |
| 6    | Malte        | 3   | 10 | 1 | 0 | 9 | 3  | 27 | -24  |  | Malte                      | 0-2 | 0-4 | 1-2 | 0-4 | 2-1 |     |

- Sélection directement qualifiée pour l'Euro 2020

## Phase finale

### Effectif
NB : Les âges et les sélections sont calculés au début de l'Euro 2020, le 11 juin 2021.

### Premier tour
| v · m | Équipe    | Pts | J | G | N | P | Bp | Bc | Diff |
| ----- | --------- | --- | - | - | - | - | -- | -- | ---- |
| 1     | Suède     | 7   | 3 | 2 | 1 | 0 | 4  | 2  | +2   |
| 2     | Espagne   | 5   | 3 | 1 | 2 | 0 | 6  | 1  | +5   |
| 3     | Slovaquie | 3   | 3 | 1 | 0 | 2 | 2  | 7  | -5   |
| 4     | Pologne   | 1   | 3 | 0 | 1 | 2 | 4  | 6  | -2   |

#### Espagne - Suède
| Match 10           | Espagne | 0 - 0   | Suède | Stade La Cartuja, Séville                                                      |                                                                                |
| 14 juin 2021 21h00 |         | (0 - 0) |       | Spectateurs : 10 559 Arbitrage : Slavko Vinčić Arbitre vidéo : Bastian Dankert | Spectateurs : 10 559 Arbitrage : Slavko Vinčić Arbitre vidéo : Bastian Dankert |
| 14 juin 2021 21h00 | Rapport |         |       | Spectateurs : 10 559 Arbitrage : Slavko Vinčić Arbitre vidéo : Bastian Dankert | Spectateurs : 10 559 Arbitrage : Slavko Vinčić Arbitre vidéo : Bastian Dankert |

| Espagne | Suède |

| ESPAGNE :       |    |                  |     |
|                 |    |                  |     |
| Gardien de but  | 23 | Unai Simón       |     |
|                 | 18 | Jordi Alba       |     |
|                 | 4  | Pau Torres       |     |
|                 | 24 | Aymeric Laporte  |     |
|                 | 6  | Marcos Llorente  |     |
|                 | 26 | Pedri            |     |
|                 | 16 | Rodri            | 66e |
|                 | 8  | Koke             | 87e |
|                 | 19 | Dani Olmo        | 74e |
|                 | 7  | Álvaro Morata    | 66e |
|                 | 11 | Ferran Torres    | 74e |
| Remplaçants :   |    |                  |     |
|                 | 10 | Thiago Alcántara | 66e |
|                 | 22 | Pablo Sarabia    | 66e |
|                 | 21 | Mikel Oyarzabal  | 74e |
|                 | 9  | Gerard Moreno    | 74e |
|                 | 17 | Fabián Ruiz      | 87e |
| Sélectionneur : |    |                  |     |
| Luis Enrique    |    |                  |     |

| SUÈDE :         |    |                     |     |     |
|                 |    |                     |     |     |
| Gardien de but  | 1  | Robin Olsen         |     |     |
|                 | 6  | Ludwig Augustinsson |     |     |
|                 | 24 | Marcus Danielson    |     |     |
|                 | 3  | Victor Lindelöf     |     |     |
|                 | 2  | Mikael Lustig       | 55e | 75e |
|                 | 10 | Emil Forsberg       |     | 84e |
|                 | 8  | Albin Ekdal         |     |     |
|                 | 20 | Kristoffer Olsson   |     | 84e |
|                 | 7  | Sebastian Larsson   |     |     |
|                 | 11 | Alexander Isak      |     | 69e |
|                 | 9  | Marcus Berg         |     | 69e |
| Remplaçants :   |    |                     |     |     |
|                 | 22 | Robin Quaison       |     | 69e |
|                 | 17 | Viktor Claesson     |     | 69e |
|                 | 16 | Emil Krafth         |     | 75e |
|                 | 26 | Jens Cajuste        |     | 84e |
|                 | 5  | Pierre Bengtsson    |     | 84e |
| Sélectionneur : |    |                     |     |     |
| Janne Andersson |    |                     |     |     |

| Assistants : Tomaž Klančnik Andraž Kovačič Quatrième arbitre : Davide Massa Homme du match : Victor Lindelöf |

#### Suède - Slovaquie
| Match 19                   | Suède               | 1 - 0   | Slovaquie | Stade Krestovski, Saint-Pétersbourg                                         |                                                                             |
| 18 juin 2021 15h00 (16h00) | Forsberg 77e (pen.) | (0 - 0) |           | Spectateurs : 11 525 Arbitrage : Daniel Siebert Arbitre vidéo : Marco Fritz | Spectateurs : 11 525 Arbitrage : Daniel Siebert Arbitre vidéo : Marco Fritz |
| 18 juin 2021 15h00 (16h00) | Rapport             |         |           | Spectateurs : 11 525 Arbitrage : Daniel Siebert Arbitre vidéo : Marco Fritz | Spectateurs : 11 525 Arbitrage : Daniel Siebert Arbitre vidéo : Marco Fritz |

| Suède | Slovaquie |

| SUÈDE :         |    |                     |     |       |
|                 |    |                     |     |       |
| Gardien de but  | 1  | Robin Olsen         |     |       |
|                 | 6  | Ludwig Augustinsson |     | 88e   |
|                 | 24 | Marcus Danielson    |     |       |
|                 | 3  | Victor Lindelöf     |     |       |
|                 | 2  | Mikael Lustig       |     |       |
|                 | 10 | Emil Forsberg       |     | 90+3e |
|                 | 8  | Albin Ekdal         |     | 88e   |
|                 | 20 | Kristoffer Olsson   | 23e | 64e   |
|                 | 7  | Sebastian Larsson   |     |       |
|                 | 11 | Alexander Isak      |     |       |
|                 | 9  | Marcus Berg         |     | 64e   |
| Remplaçants :   |    |                     |     |       |
|                 | 17 | Viktor Claesson     |     | 64e   |
|                 | 22 | Robin Quaison       |     | 64e   |
|                 | 13 | Gustav Svensson     |     | 88e   |
|                 | 5  | Pierre Bengtsson    |     | 88e   |
|                 | 16 | Emil Krafth         |     | 90+3e |
| Sélectionneur : |    |                     |     |       |
| Janne Andersson |    |                     |     |       |

| SLOVAQUIE :     |    |                  |     |     |
|                 |    |                  |     |     |
| Gardien de but  | 1  | Martin Dúbravka  | 76e |     |
|                 | 15 | Tomáš Hubočan    |     | 84e |
|                 | 14 | Milan Škriniar   |     |     |
|                 | 5  | Ľubomír Šatka    |     |     |
|                 | 2  | Peter Pekarík    |     | 69e |
|                 | 13 | Patrik Hrošovský |     | 84e |
|                 | 19 | Juraj Kucka      |     |     |
|                 | 20 | Róbert Mak       |     | 77e |
|                 | 17 | Marek Hamšík     |     | 77e |
|                 | 24 | Martin Koscelník |     |     |
|                 | 8  | Ondrej Duda      | 80e |     |
| Remplaçants :   |    |                  |     |     |
|                 | 18 | Lukáš Haraslín   |     | 69e |
|                 | 7  | Vladimír Weiss   | 87e | 69e |
|                 | 11 | László Bénes     |     | 75e |
|                 | 21 | Michal Ďuriš     |     | 84e |
|                 | 16 | Dávid Hancko     |     | 84e |
| Sélectionneur : |    |                  |     |     |
| Štefan Tarkovič |    |                  |     |     |

| Assistants : Jan Seidel Rafael Foltyn Quatrième arbitre : Georgi Kabakov Homme du match : Alexander Isak |

#### Suède - Pologne
| Match 33                   | Suède                                                                   | 3 - 2   | Pologne                                                      | Stade Krestovski, Saint-Pétersbourg                                            |                                                                                |
| 23 juin 2021 18h00 (19h00) | Forsberg 2e · ( Kulusevski) Forsberg 59e · ( Kulusevski) Claesson 90+4e | (1 - 0) | 61e Lewandowski (Zieliński ) · 84e Lewandowski (Frankowski ) | Spectateurs : 14 252 Arbitrage : Michael Oliver Arbitre vidéo : Chris Kavanagh | Spectateurs : 14 252 Arbitrage : Michael Oliver Arbitre vidéo : Chris Kavanagh |
| 23 juin 2021 18h00 (19h00) | Rapport                                                                 |         |                                                              | Spectateurs : 14 252 Arbitrage : Michael Oliver Arbitre vidéo : Chris Kavanagh | Spectateurs : 14 252 Arbitrage : Michael Oliver Arbitre vidéo : Chris Kavanagh |

| Suède | Pologne |

| SUÈDE :         |    |                     |     |     |
|                 |    |                     |     |     |
| Gardien de but  | 1  | Robin Olsen         |     |     |
|                 | 6  | Ludwig Augustinsson |     |     |
|                 | 24 | Marcus Danielson    | 10e |     |
|                 | 3  | Victor Lindelöf     |     |     |
|                 | 2  | Mikael Lustig       |     | 68e |
|                 | 10 | Emil Forsberg       |     | 78e |
|                 | 20 | Kristoffer Olsson   |     |     |
|                 | 8  | Albin Ekdal         |     |     |
|                 | 7  | Sebastian Larsson   |     |     |
|                 | 11 | Alexander Isak      |     | 68e |
|                 | 22 | Robin Quaison       |     | 55e |
| Remplaçants :   |    |                     |     |     |
|                 | 21 | Dejan Kulusevski    |     | 55e |
|                 | 9  | Marcus Berg         |     | 68e |
|                 | 16 | Emil Krafth         |     | 68e |
|                 | 17 | Viktor Claesson     |     | 78e |
| Sélectionneur : |    |                     |     |     |
| Janne Andersson |    |                     |     |     |

| POLOGNE :       |    |                       |     |     |
|                 |    |                       |     |     |
| Gardien de but  | 1  | Wojciech Szczęsny     |     |     |
|                 | 5  | Jan Bednarek          |     |     |
|                 | 15 | Kamil Glik            | 83e |     |
|                 | 18 | Bartosz Bereszyński   |     |     |
|                 | 24 | Tymoteusz Puchacz     |     | 46e |
|                 | 14 | Mateusz Klich         |     | 73e |
|                 | 10 | Grzegorz Krychowiak   | 74e | 78e |
|                 | 21 | Kamil Jóźwiak         |     | 61e |
|                 | 20 | Piotr Zieliński       |     |     |
|                 | 11 | Karol Świderski       |     |     |
|                 | 9  | Robert Lewandowski    |     |     |
| Remplaçants :   |    |                       |     |     |
|                 | 19 | Przemysław Frankowski |     | 46e |
|                 | 24 | Jakub Świerczok       |     | 61e |
|                 | 6  | Kacper Kozłowski      |     | 73e |
|                 | 17 | Przemysław Płacheta   |     | 78e |
| Sélectionneur : |    |                       |     |     |
| Paulo Sousa     |    |                       |     |     |

| Assistants : Stuart Burt Simon Bennett Quatrième arbitre : Anthony Taylor Homme du match : Emil Forsberg |

### Huitième de finale

#### Suède - Ukraine
| Match 44           | Suède                | 1 - 2 a. p.           | Ukraine                                                    | Hampden Park, Glasgow                                                              |                                                                                    |
| 29 juin 2021 21h00 | ( Isak) Forsberg 43e | (1 - 1, 1 - 1, 1 - 1) | 27e Zintchenko (Iarmolenko ) · 120+1e Dovbyk (Zintchenko ) | Spectateurs : 9 221 Arbitrage : Daniele Orsato Arbitre vidéo : Massimiliano Irrati | Spectateurs : 9 221 Arbitrage : Daniele Orsato Arbitre vidéo : Massimiliano Irrati |
| 29 juin 2021 21h00 | Rapport              |                       |                                                            | Spectateurs : 9 221 Arbitrage : Daniele Orsato Arbitre vidéo : Massimiliano Irrati | Spectateurs : 9 221 Arbitrage : Daniele Orsato Arbitre vidéo : Massimiliano Irrati |

| Suède | Ukraine |

| SUÈDE :         |    |                     |     |      |
|                 |    |                     |     |      |
| Gardien de but  | 1  | Robin Olsen         |     |      |
|                 | 6  | Ludwig Augustinsson |     | 83e  |
|                 | 24 | Marcus Danielson    | 98e |      |
|                 | 3  | Victor Lindelöf     |     |      |
|                 | 2  | Mikael Lustig       |     | 83e  |
|                 | 10 | Emil Forsberg       | 85e |      |
|                 | 8  | Albin Ekdal         |     |      |
|                 | 20 | Kristoffer Olsson   |     | 101e |
|                 | 7  | Sebastian Larsson   |     | 97e  |
|                 | 11 | Alexander Isak      |     | 97e  |
|                 | 21 | Dejan Kulusevski    | 69e | 97e  |
| Remplaçants :   |    |                     |     |      |
|                 | 5  | Pierre Bengtsson    |     | 83e  |
|                 | 16 | Emil Krafth         |     | 83e  |
|                 | 22 | Robin Quaison       |     | 97e  |
|                 | 9  | Marcus Berg         |     | 97e  |
|                 | 17 | Viktor Claesson     |     | 97e  |
|                 | 14 | Filip Helander      |     | 101e |
| Sélectionneur : |    |                     |     |      |
| Janne Andersson |    |                     |     |      |

| UKRAINE :         |    |                     |     |      |      |
|                   |    |                     |     |      |      |
| Gardien de but    | 1  | Heorhi Bouchtchan   |     |      |      |
|                   | 22 | Mykola Matvienko    |     |      |      |
|                   | 4  | Serhi Kryvtsov      |     |      |      |
|                   | 13 | Illia Zabarny       |     |      |      |
|                   | 21 | Olexandr Karavaïev  |     |      |      |
|                   | 17 | Olexandr Zintchenko |     |      |      |
|                   | 6  | Taras Stepanenko    |     | 95e  |      |
|                   | 5  | Serhi Sydortchouk   |     | 118e |      |
|                   | 10 | Mykola Chaparenko   |     | 61e  |      |
|                   | 9  | Roman Iaremtchouk   |     | 91e  |      |
|                   | 7  | Andri Iarmolenko    | 79e | 106e |      |
| Remplaçants :     |    |                     |     |      |      |
|                   | 8  | Rouslan Malinovsky  |     | 61e  |      |
|                   | 19 | Artem Biessiedine   |     | 91e  | 101e |
|                   | 14 | Ievhen Makarenko    |     | 95e  |      |
|                   | 15 | Viktor Tsyhankov    |     | 101e |      |
|                   | 26 | Artem Dovbyk        |     | 106e |      |
|                   | 18 | Roman Bezous        |     | 118e |      |
| Sélectionneur :   |    |                     |     |      |      |
| Andri Chevtchenko |    |                     |     |      |      |

| Assistants : Alessandro Giallatini Fabiano Preti Quatrième arbitre : Davide Massa Homme du match : Olexandr Zintchenko |

## Statistiques

### Temps de jeu
| Joueur               |          |          |          |          | TT       | But inscrit | Passe décisive | MJ       | MT       | Légende |
| -------------------- | -------- | -------- | -------- | -------- | -------- | ----------- | -------------- | -------- | -------- | --- |
| Gardiens             | Gardiens | Gardiens | Gardiens | Gardiens | Gardiens | Gardiens    | Gardiens       | Gardiens | Gardiens | Abréviations et symboles : TT : Total de minutes jouées MJ : Nombre de matchs joués MT : Matchs joués en tant que titulaire : but : passe décisive : joueur entré : joueur remplacé : capitaine : carton jaune : carton rouge |
| Robin Olsen          | 90       | 90       | 90       | 120      | 390      |             |                | 4        | 4        | Abréviations et symboles : TT : Total de minutes jouées MJ : Nombre de matchs joués MT : Matchs joués en tant que titulaire : but : passe décisive : joueur entré : joueur remplacé : capitaine : carton jaune : carton rouge |
| Karl-Johan Johnsson  |          |          |          |          | 0        |             |                |          |          | Abréviations et symboles : TT : Total de minutes jouées MJ : Nombre de matchs joués MT : Matchs joués en tant que titulaire : but : passe décisive : joueur entré : joueur remplacé : capitaine : carton jaune : carton rouge |
| Kristoffer Nordfeldt |          |          |          |          | 0        |             |                |          |          | Abréviations et symboles : TT : Total de minutes jouées MJ : Nombre de matchs joués MT : Matchs joués en tant que titulaire : but : passe décisive : joueur entré : joueur remplacé : capitaine : carton jaune : carton rouge |
| Défenseurs           |          |          |          |          |          |             |                |          |          | Abréviations et symboles : TT : Total de minutes jouées MJ : Nombre de matchs joués MT : Matchs joués en tant que titulaire : but : passe décisive : joueur entré : joueur remplacé : capitaine : carton jaune : carton rouge |
| Mikael Lustig        | 75       | 90       | 68       | 83       | 316      |             |                | 4        | 4        | Abréviations et symboles : TT : Total de minutes jouées MJ : Nombre de matchs joués MT : Matchs joués en tant que titulaire : but : passe décisive : joueur entré : joueur remplacé : capitaine : carton jaune : carton rouge |
| Victor Lindelöf      | 90       | 90       | 90       | 120      | 390      |             |                | 4        | 4        | Abréviations et symboles : TT : Total de minutes jouées MJ : Nombre de matchs joués MT : Matchs joués en tant que titulaire : but : passe décisive : joueur entré : joueur remplacé : capitaine : carton jaune : carton rouge |
| Andreas Granqvist    |          |          |          |          | 0        |             |                |          |          | Abréviations et symboles : TT : Total de minutes jouées MJ : Nombre de matchs joués MT : Matchs joués en tant que titulaire : but : passe décisive : joueur entré : joueur remplacé : capitaine : carton jaune : carton rouge |
| Pierre Bengtsson     | 6        | 2        |          | 37       | 45       |             |                | 3        |          | Abréviations et symboles : TT : Total de minutes jouées MJ : Nombre de matchs joués MT : Matchs joués en tant que titulaire : but : passe décisive : joueur entré : joueur remplacé : capitaine : carton jaune : carton rouge |
| Ludwig Augustinsson  | 90       | 88       | 90       | 83       | 351      |             |                | 4        | 4        | Abréviations et symboles : TT : Total de minutes jouées MJ : Nombre de matchs joués MT : Matchs joués en tant que titulaire : but : passe décisive : joueur entré : joueur remplacé : capitaine : carton jaune : carton rouge |
| Filip Helander       |          |          |          | 19       | 19       |             |                | 1        |          | Abréviations et symboles : TT : Total de minutes jouées MJ : Nombre de matchs joués MT : Matchs joués en tant que titulaire : but : passe décisive : joueur entré : joueur remplacé : capitaine : carton jaune : carton rouge |
| Emil Krafth          | 15       | 1        | 22       | 37       | 75       |             |                | 4        |          | Abréviations et symboles : TT : Total de minutes jouées MJ : Nombre de matchs joués MT : Matchs joués en tant que titulaire : but : passe décisive : joueur entré : joueur remplacé : capitaine : carton jaune : carton rouge |
| Pontus Jansson       |          |          |          |          | 0        |             |                |          |          | Abréviations et symboles : TT : Total de minutes jouées MJ : Nombre de matchs joués MT : Matchs joués en tant que titulaire : but : passe décisive : joueur entré : joueur remplacé : capitaine : carton jaune : carton rouge |
| Marcus Danielson     | 90       | 90       | 90       | 98       | 368      |             |                | 4        | 4        | Abréviations et symboles : TT : Total de minutes jouées MJ : Nombre de matchs joués MT : Matchs joués en tant que titulaire : but : passe décisive : joueur entré : joueur remplacé : capitaine : carton jaune : carton rouge |
| Milieux              |          |          |          |          |          |             |                |          |          | Abréviations et symboles : TT : Total de minutes jouées MJ : Nombre de matchs joués MT : Matchs joués en tant que titulaire : but : passe décisive : joueur entré : joueur remplacé : capitaine : carton jaune : carton rouge |
| Sebastian Larsson    | 90       | 90       | 90       | 97       | 367      |             |                | 4        | 4        | Abréviations et symboles : TT : Total de minutes jouées MJ : Nombre de matchs joués MT : Matchs joués en tant que titulaire : but : passe décisive : joueur entré : joueur remplacé : capitaine : carton jaune : carton rouge |
| Albin Ekdal          | 90       | 88       | 90       | 120      | 388      |             |                | 4        | 4        | Abréviations et symboles : TT : Total de minutes jouées MJ : Nombre de matchs joués MT : Matchs joués en tant que titulaire : but : passe décisive : joueur entré : joueur remplacé : capitaine : carton jaune : carton rouge |
| Emil Forsberg        | 84       | 90+3     | 78       | 120      | 375      | 3           |                | 4        | 4        | Abréviations et symboles : TT : Total de minutes jouées MJ : Nombre de matchs joués MT : Matchs joués en tant que titulaire : but : passe décisive : joueur entré : joueur remplacé : capitaine : carton jaune : carton rouge |
| Gustav Svensson      |          | 2        |          |          | 2        |             |                | 1        |          | Abréviations et symboles : TT : Total de minutes jouées MJ : Nombre de matchs joués MT : Matchs joués en tant que titulaire : but : passe décisive : joueur entré : joueur remplacé : capitaine : carton jaune : carton rouge |
| Ken Sema             |          |          |          |          | 0        |             |                |          |          | Abréviations et symboles : TT : Total de minutes jouées MJ : Nombre de matchs joués MT : Matchs joués en tant que titulaire : but : passe décisive : joueur entré : joueur remplacé : capitaine : carton jaune : carton rouge |
| Viktor Claesson      | 21       | 26       | 12       | 23       | 82       | 1           |                | 4        |          | Abréviations et symboles : TT : Total de minutes jouées MJ : Nombre de matchs joués MT : Matchs joués en tant que titulaire : but : passe décisive : joueur entré : joueur remplacé : capitaine : carton jaune : carton rouge |
| Mattias Svanberg     |          |          |          |          | 0        |             |                |          |          | Abréviations et symboles : TT : Total de minutes jouées MJ : Nombre de matchs joués MT : Matchs joués en tant que titulaire : but : passe décisive : joueur entré : joueur remplacé : capitaine : carton jaune : carton rouge |
| Kristoffer Olsson    | 84       | 64       | 90       | 101      | 339      |             |                | 4        | 4        | Abréviations et symboles : TT : Total de minutes jouées MJ : Nombre de matchs joués MT : Matchs joués en tant que titulaire : but : passe décisive : joueur entré : joueur remplacé : capitaine : carton jaune : carton rouge |
| Dejan Kulusevski     |          |          | 35       | 97       | 132      |             | 2              | 2        | 1        | Abréviations et symboles : TT : Total de minutes jouées MJ : Nombre de matchs joués MT : Matchs joués en tant que titulaire : but : passe décisive : joueur entré : joueur remplacé : capitaine : carton jaune : carton rouge |
| Jens Cajuste         | 6        |          |          |          | 6        |             |                | 1        |          | Abréviations et symboles : TT : Total de minutes jouées MJ : Nombre de matchs joués MT : Matchs joués en tant que titulaire : but : passe décisive : joueur entré : joueur remplacé : capitaine : carton jaune : carton rouge |
| Attaquants           |          |          |          |          |          |             |                |          |          | Abréviations et symboles : TT : Total de minutes jouées MJ : Nombre de matchs joués MT : Matchs joués en tant que titulaire : but : passe décisive : joueur entré : joueur remplacé : capitaine : carton jaune : carton rouge |
| Marcus Berg          | 69       | 64       | 22       | 23       | 178      |             |                | 4        | 2        | Abréviations et symboles : TT : Total de minutes jouées MJ : Nombre de matchs joués MT : Matchs joués en tant que titulaire : but : passe décisive : joueur entré : joueur remplacé : capitaine : carton jaune : carton rouge |
| Alexander Isak       | 69       | 90       | 68       | 97       | 324      |             |                | 4        | 4        | Abréviations et symboles : TT : Total de minutes jouées MJ : Nombre de matchs joués MT : Matchs joués en tant que titulaire : but : passe décisive : joueur entré : joueur remplacé : capitaine : carton jaune : carton rouge |
| Robin Quaison        | 21       | 26       | 55       | 23       | 125      |             |                | 4        | 1        | Abréviations et symboles : TT : Total de minutes jouées MJ : Nombre de matchs joués MT : Matchs joués en tant que titulaire : but : passe décisive : joueur entré : joueur remplacé : capitaine : carton jaune : carton rouge |
| Jordan Larsson       |          |          |          |          | 0        |             |                |          |          | Abréviations et symboles : TT : Total de minutes jouées MJ : Nombre de matchs joués MT : Matchs joués en tant que titulaire : but : passe décisive : joueur entré : joueur remplacé : capitaine : carton jaune : carton rouge |

| Buts | Joueurs         | Adversaires                      |
| ---- | --------------- | -------------------------------- |
| 4    | Emil Forsberg   | Slovaquie, Pologne (x2), Ukraine |
| 1    | Viktor Claesson | Pologne                          |

| Passes | Joueurs          | Adversaires |
| ------ | ---------------- | ----------- |
| 2      | Dejan Kulusevski | Pologne     |
| 1      | Alexander Isak   | Ukraine     |